# 33518 Stoetzer
33518 Stoetzer è un asteroide della fascia principale. Scoperto nel 1999, presenta un'orbita caratterizzata da un semiasse maggiore pari a 2,2302795 UA e da un'eccentricità di 0,0432891, inclinata di 2,66615° rispetto all'eclittica.